# Daily Operation
| Críticas profissionais | Críticas profissionais |
| Avaliações da crítica  | Avaliações da crítica  |
| Fonte                  | Avaliação              |
| ---------------------- | ---------------------- |
| Allmusic               | [ 1 ]                  |
| RapReviews             | (9/10)                 |
| Rolling Stone          | [ 3 ]                  |
| Rolling Stone          | [ 4 ]                  |
| The Source             | [ 5 ]                  |

Daily Operation é o terceiro álbum de estúdio do grupo Gang Starr, lançado em 1992. O álbum representa o encorajado som de Hip Hop do Brooklyn do início dos anos 1990.
Guru rima com uma variedade de assuntos, desde a hipocrisia do governo, os direitos pró-negros e antipreconceituoso com seu profundo intelecto em "2 Deep", pela sua tendência à fumar maconha em "Take Two And Pass", com fúria em "Take It Personal", para com o sexo oposto em "Ex Girl To Next Girl". DJ Premier e Guru são creditados como os produtores de cada faixa. A música "I'm The Man" também apresenta as estreias de Lil' Dap, do Group Home e Jeru The Damaja, dois artistas que ganharam credibilidade instantânea no Undergorund devido à sua exposição.
Em 1998 o álbum foi selecionado como um dos The Source Magazine's 100 Best Rap Albums.
Em 2007 uma rede social foi criada usando a ideia do nome de álbum. Daily Operation é uma rede social de Hip Hop dedicada a advocacia de artistas superiores como Gang Starr.
Uma das músicas do álbum, "B.Y.S." foi apresentada no jogo de video game, "Grand Theft Auto: San Andreas" na estação de rádio imaginária Playback FM.

## Faixas
| #  | Título                       | Produtor(es)     | Artista(s)                      | Tempo |
| -- | ---------------------------- | ---------------- | ------------------------------- | ----- |
| 1  | "Daily Operation (Intro)"    | DJ Premier, Guru | *Instrumental*                  | 0:27  |
| 2  | "The Place Where We Dwell"   | DJ Premier, Guru | Guru                            | 2:27  |
| 3  | "Flip The Script"            | DJ Premier, Guru | Guru                            | 4:02  |
| 4  | "Ex Girl To Next Girl"       | DJ Premier, Guru | Guru                            | 4:39  |
| 5  | "Soliloquy Of Chaos"         | DJ Premier, Guru | Guru                            | 3:13  |
| 6  | "I'm The Man"                | DJ Premier, Guru | Guru, Lil' Dap, Jeru The Damaja | 4:05  |
| 7  | "'92 Interlude"              | DJ Premier, Guru | *Instrumental*                  | 0:28  |
| 8  | "Take It Personal"           | DJ Premier, Guru | Guru                            | 3:07  |
| 9  | "2 Deep"                     | DJ Premier, Guru | Guru                            | 3:38  |
| 10 | "24-7/365"                   | DJ Premier, Guru | *Instrumental*                  | 0:24  |
| 11 | "No Shame In My Game"        | DJ Premier, Guru | Guru                            | 3:55  |
| 12 | "Conspiracy                  | DJ Premier, Guru | Guru                            | 2:48  |
| 13 | "The Illest Brother"         | DJ Premier, Guru | Guru                            | 4:45  |
| 14 | "Hardcore Composer"          | DJ Premier, Guru | Guru                            | 3:16  |
| 15 | "B.Y.S."                     | DJ Premier, Guru | Guru                            | 3:06  |
| 16 | "Much Too Much (Mack A Mil)" | DJ Premier, Guru | Guru                            | 3:31  |
| 17 | "Take Two And Pass"          | DJ Premier, Guru | Guru                            | 3:55  |
| 18 | "Stay Tuned"                 | DJ Premier, Guru | Guru                            | 2:31  |

## Samples
The Place Where We Dwell
- "Introduction" por Cannonball Adderley
- "I Cram to Understand" por MC Lyte

Ex Girl To Next Girl
- "Funk it Up" por Caesar Frazier
- "Criminal Minded" por Boogie Down Productions (Vocais por KRS-One)

Soliloquy Of Chaos
- "Misdemeanor" por Ahmad Jamal

I'm The Man
- "White Lightnin' (I Mean Moonshine)" por James Brown
- "When the World's at Peace" pot The O'Jays
- "Goo Goo Wah Wah" por Wah Wah Watson
- "II BS" by Charles Mingus

'92 Interlude
- "Young Gifted and Black" por Aretha Franklin

Take It Personal
- "It's a New Day" por Skull Snaps
- "Step To The Rear" por Brand Nubian

2 Deep
- "Funky Drummer" por James Brown
- "Lovely is Today" por Eddie Harris

24-7/365
- "Big Sur Suite" por John Hammond

No Shame In My Game
- "In the Middle of the River" por The Crusaders

Conspiracy
- "High as Apple Pie — Slice II" por Charles Wright & the Watts 103rd Street Rhythm Band

The Illest Brother
- "Ghetto Child" por Ahmad Jamal
- "Jail" por Richard Pryor
- "Get out of My Life, Woman" por Bill Cosby

Hardcore Composer
- "Detroit Soul" por Paul Nero
- "Straight Out the Jungle" por Jungle Brothers

B.Y.S.
- "I Got Some" por Billy Gardner

Much Too Much (Mack A Mil)
|*"Gimme Some More" por The J.B.'s
Take Two And Pass
- "Frantic Moment" por Eddie Hazel
- "Juice Crew All Stars" by Juice Crew All Stars (vocais por MC Shan)

Stay Tuned
- "I Wanna Hear from You" por Ohio Players

## Singles
| Informações                                                                                      |
| ------------------------------------------------------------------------------------------------ |
| "2 Deep" [Lançado na Europa] - Lançamento: 1992 - Lado B: "Take It Personal" & "Now You're Mine" |
| "Take It Personal" - Lançamento: 30 de março, 1992 - Lado B: "DWYCK"                             |
| "Ex Girl To Next Girl" - Lançamento: 18 de agosto, 1992 - Lado B: "B.Y.S." & "DWYCK"             |

## Quadro de posições do álbum
| Ano  | Álbum           | Quadro de posições | Quadro de posições     | Quadro de posições |
| Ano  | Álbum           | Billboard 200      | Top R&B/Hip Hop Albums |                    |
| 1992 | Daily Operation | #65                | #14                    |                    |

## Quadro de posições dos singles
| Ano  | Música               | Quadro de posições               | Quadro de posições | Quadro de posições |
| Ano  | Música               | Hot R&B/Hip-Hop Singles & Tracks | Hot Rap Singles    |                    |
| 1992 | Ex Girl To Next Girl | #63                              | #5                 |                    |
| 1992 | Take It Personal     | -                                | #1                 |                    |